# Чаус Сергій Валерійович
Чаус Сергій Валерійович (2 червня 1970, Гуляйполе, Запорізька область, Україна) — очільник Часовоярської міської військової адміністрації, педагог.

## Життєпис
Народився 2 червня 1980 року у Гуляйполі.

## Освіта
У 2005 році закінчив Слов’янський державний педагогічний університет за спеціальністю «Педагогіка і методика середньої школи. Українська мова та література».

## Трудова діяльність
В різні роки соціальним педагогом у місцевій школі-інтернаті для дітей-сиріт з особливостями розумового розвитку і дітей, позбавлених батьківського піклування, а також начальником служби у справах дітей Часовоярської міської ради. 
У 2009 — 2017 роках був заступником директора з виховної роботи та викладав українську мову та літературу в ЗОШ №17 у Часовому Ярі.
Є співзасновником ГО «Громадська рада музею м. Часів Яр».

## Політична діяльність
У 2010 році він став депутатом Часовоярської міськради від Партії регіонів. 
У 2020 році Сергій Чаус балотувався на посаду міського голови Часового Яру від політичної партії «Слуга народу».
З 2017 по липень 2022 року — секретар Часовоярської міської ради 6-го та 7-го скликань.
До 2022 року посадовець намагався вирішувати комунальні проблеми у громаді, опікувався медичною галуззю та історією.
Після відставки тодішнього мера Дмитра Верзілова Чауса призначили т.в.о. міського голови Часового Яра.
З липня 2022 — начальник Часовоярської міської військової адміністрації.

## Родина
Одружений. Дружина Альона до 2010 року мала ФОП з «роздрібної торгівлі в неспеціалізованих магазинах з перевагою продовольчого асортименту». У 2024 вона працювала у відділі освіти Часовоярської міської ради.
Подружжя виховує сина Максима та доньку Злату.

## Нагороди
- Відзнака Президента України «За оборону України» (2022 рік);
- Нагрудний знак «Знак пошани» Донецької обласної військової адміністрації (2023).